# 호쿠토세이
호쿠토세이(영어: Hokutosei, 일본어: 北斗星)는 일본의 특급 열차로 당시 운행 노선은 도호쿠 본선, IGR 이와테 은하 철도 이와테 은하 철도선, 아오이모리 철도 아오이모리 철도선, 쓰가루 해협선, 하코다테 본선, 무로란 본선, 치토세 선을 경유했다.
1988년 3월 13일부터 2015년 8월 22일까지 운행했던 특급 열차로 호쿠토세이의 경우 일본어로 북두칠성을 의미한다. 또한 동일한 경로로 운행했던 카시오페이아 열차도 존재 했으나 2016년 홋카이도 신칸센 개통과 동시에 폐지되었다.

## 같이 보기
- 블루트레인 (일본)